# Réactions internationales à la crise anglophone au Cameroun
Pour un article plus général, voir Crise anglophone au Cameroun.
Les réactions internationales à la crise anglophone au Cameroun désignent l'ensemble des réponses et positions exprimées par les organisations internationales, les États et des personnalités publiques face au conflit dans les régions anglophones du Cameroun, qui a débuté en 2017.  

## Réactions officielles

### Organisations internationales
- Union africaine : En juin 2018, le président de la Commission de l'Union africaine Moussa Faki, se rend au Cameroun pendant deux jours et rencontre plusieurs hauts fonctionnaires, dont le président Paul Biya. Alors que les discussions sont portées sur des questions affectant la région et plus largement le Cameroun, le président de la Commission salue les efforts humanitaires de Paul Biya et réitère « l'engagement de l'UA en faveur de l'unité et de l'intégrité territoriale du Cameroun ». Il rejette la violence et appelle à un dialogue inclusif pour faciliter une résolution pacifique[1].
- Commonwealth : Le 19 décembre 2017, lors d'un dîner offert en son honneur au palais de l'Unité, la secrétaire général du Commonwealth, Patricia Scotland appelle « à la préservation de la paix et à l'unité » mais exprime également « sa grande tristesse » face à la dégradation de la situation sécuritaire[2].
- Union européenne : Le 30 septembre 2017, l’Union européenne appelle « tous les acteurs » à « faire preuve de retenue et de responsabilité »[3]. Le 2 février 2018, la porte-parole pour les affaires étrangères et la politique de sécurité déclare : « de nouveaux actes de violence dans les régions du Nord-Ouest et du Sud-Ouest du Cameroun ont causé la mort d'au moins trois membres des forces de sécurité et de plusieurs civils. De tels actes ne sauraient être acceptés et ne peuvent rester impunis, de même que tout excès de violence à l'encontre de civils. Leurs auteurs doivent en répondre en justice, en conformité avec la loi. Le recours à la violence ne peut permettre d'atteindre des objectifs politiques. Il reste essentiel que les forces de sécurité fassent un usage proportionné de la force dans l'exercice de leurs fonctions. L'Union européenne appelle à éviter tout acte qui puisse attiser les tensions ou inciter à la violence entre Camerounais. Elle reste convaincue que seul un dialogue sincère et constructif, en suivant les voies démocratiques et constitutionnelles, pourra conduire à une sortie durable de la crise tout en préservant l'unité et la paix pour tous les Camerounais »[4]. Le 18 avril 2019, le Parlement européen adopte une résolution critique vis-à-vis du Cameroun[5].
- ONU : Le 28 septembre 2017, le secrétaire général de l'ONU António Guterres, exhorte les autorités camerounaises « à promouvoir des mesures de réconciliation nationale ». Il estime que ces mesures devraient permettre de « trouver une solution durable à la crise, y compris en traitant ses causes profondes ». Il encourage également « les autorités camerounaises à poursuivre leurs efforts pour résoudre les griefs de la communauté anglophone »[6]. Le 2 octobre 2017, il demande aux autorités camerounaises « une enquête » sur les « actes de violence signalés dans les régions du sud-ouest et du nord-ouest du pays le 1er octobre » ayant donné lieu à « des pertes en vies humaines ». Il « condamne fermement » ces actes et « reste profondément préoccupé par la situation au Cameroun ». Il « exhorte les dirigeants politiques des deux côtés à appeler leurs partisans à s'abstenir de tout nouveaux actes de violence et à condamner sans équivoque toute action qui puisse nuire à la paix, la stabilité et l'unité du pays ». Il « prend note de l'appel au dialogue lancé par les autorités et encourage les représentants de la communauté anglophone à saisir cette opportunité dans leur recherche de solutions aux griefs de la communauté, dans le cadre de la Constitution camerounaise »[7]. Selon un communiqué de l'ONU publié le 25 juillet 2018, les Nations unies expriment leur profonde inquiétude face aux informations faisant état de violations des droits de l'homme dans les deux régions anglophones. Le communiqué indique : « Le chef des droits de l'homme de l'ONU Zeid Ra'ad Zeid Al-Hussein, a exprimé mercredi sa profonde préoccupation à la suite d'informations persistantes faisant état de violations des droits de l'homme et d'abus commis dans les régions anglophones du Nord-Ouest et du Sud-Ouest du Cameroun ». Selon le texte : « Les rapports font état d’enlèvements, d’assassinats ciblés contre la police et les autorités locales, de destructions d’écoles par des éléments armés » et « révèlent aussi que les forces gouvernementales seraient responsables de tueries, d’usage excessif de la force, d’incendie de maisons, de détentions arbitraires et de torture ». M. Zeid, qui regrette que le gouvernement camerounais n'ait pas permis à l'ONU d'accéder aux régions anglophones, appelle Yaoundé à lancer « des enquêtes indépendantes sur les violations des droits de l'homme commises par les forces de sécurité de l'État ainsi que sur les abus perpétrés par les éléments armés »[8]. Début mai 2019, la Haut-Commissaire des Nations unies aux droits de l'homme Michelle Bachelet en visite au Cameroun, déclare : « Je voudrais dire merci pour cette possibilité qui permet de connaitre la situation et d’apprendre un plus, sur ce que le Cameroun fait, et envisage comme solution pacifique pour les régions du nord-ouest et du sud-ouest du Cameroun »[9]. Le 13 mai 2019, le Conseil de sécurité se réunit sur le conflit[10]. En visite au Cameroun du 5 au 7 août 2024, le Haut-commissaire des Nations unies aux droits de l'homme Volker Türk, déclare : « Aucun effort ne devrait être ménagé pour faire taire les armes et mettre fin à cette crise insoutenable, par le dialogue ». Il appelle également à « l'obligation pour les auteurs des violations des droits humains, et d’atteintes à ces droits, de rendre des comptes » et à « des mesures de réconciliation »[11].

### États

#### Afrique
- Tchad : Le 16 mars 2019, lors de la 10e journée de la Communauté économique et monétaire de l'Afrique centrale (CEMAC), le président Idriss Déby déclare : « J’invite mes frères Camerounais à la sagesse et au dépassement en vue de ramener la quiétude dans les régions anglophones du Nord-Ouest et du Sud-Ouest en proie à des violences sur des bases de revendication sectaire et identitaire »[12].
- Égypte : En décembre 2019, le ministre adjoint des Affaires étrangères chargé des affaires africaines, Abu Bakr Hefni, affirme le soutien de l'Égypte aux efforts déployés par le gouvernement camerounais pour résoudre la situation de crise dans les régions du Nord-Ouest et du Sud-Ouest, ainsi qu'au Grand dialogue national qui s'est tenu à Yaoundé deux mois plus tôt[13].
- Nigeria : En décembre 2017, l'ambassadeur nigérian au Cameroun, Lawan Abba Gashagar déclare que le Nigeria ne soutient en « aucune manière » les sécessionistes anglophones de l'ouest du Cameroun, région sur laquelle les deux pays ont « une convergence de vues ». Le représentant nigérian assure à sa sortie d'audience avec le président Paul Biya que « le gouvernement nigérian est favorable au retour rapide à la paix au Cameroun et la préservation de son intégrité territoriale ». Il promet que les dirigeants du Nigeria « vont tout faire pour que la paix règne au Cameroun »[14]. Le 5 février 2018, le conseiller nigérian pour la sécurité nationale Mohammed Monguno souligne que l'extradition du leader séparatiste Sisiku Julius Ayuk Tabe et 46 de ses partisans est une décision prise pour préserver l'unité et la souveraineté du Cameroun. Il déclare : « Nous prendrons toutes les mesures nécessaires dans le cadre de la loi pour faire en sorte que le territoire du Nigeria ne soit pas utilisé comme zone de transit pour déstabiliser un autre pays amical et souverain ». Il ajoute : « Il ne peut y avoir de doute sur le soutien du Nigeria pour l'unité, la souveraineté et l'intégrié territoriale du Cameroun ». Mohammed Monguno exhorte les autorités camerounaises à encourager les parties concernées à désamorcer la situation dans les régions anglophones afin de faciliter le retour des réfugiés camerounais qui se trouvent au Nigeria[15].

#### Asie
- Chine : Le 9 décembre 2020, le Bureau des Nations unies dans l’Afrique centrale (Breunuac) rapporte que : « La Chine estime que la question des régions anglophones au Cameroun relève de ses affaires intérieures. Compte tenu de la nature du problème, la délégation a jugé que le Cameroun est capable de la gérer tout seul »[16].
- Japon : Le 18 février 2021, le Japon accorde 1,5 milliard de FCFA au Plan présidentiel de reconstruction et de développement des régions du Nord-Ouest et du Sud-Ouest (PPRD-No/So). Le 10 mars 2023, le PPRD-No/so reçoit une enveloppe de 1,3 milliard de FCFA de la part du gouvernement japonais[17].

#### Europe
- France : Le 2 octobre 2017, la France se dit « préoccupée par les incidents (…) qui ont fait plusieurs victimes » et appelle « l’ensemble des acteurs » à la retenue[18]. Le 2 février 2018, la France condamne « les attaques menées par des séparatistes anglophones présumés au Cameroun, qui ont tué trois gendarmes » mais « exhorte le gouvernement camerounais à engager le dialogue pour mettre fin à l'escalade de la violence »[19]. Le 25 octobre 2018, le président de la République Emmanuel Macron déclare dans une lettre à son homologue camerounais Paul Biya que la France est « prête à apporter son soutien à des initiatives » en vue d'« un règlement politique et pérenne de la crise ». Il écrit : « Je forme le vœu que de telles initiatives prennent corps au plus vite car l'aggravation continue de la situation dans ces régions est une préoccupation profonde pour la France et les partenaires du Cameroun »[20]. Le 28 mai 2019, le ministre des Affaires étrangères Jean-Yves Le Drian, déclare : « dans les régions anglophones du Cameroun, la situation continue de se dégrader. Les pertes humaines sont de plus en plus lourdes ». Il assure que la France, l'Union européenne et les Nations unies font tout pour pousser Paul Biya à prendre des initatives afin de trouver une issue politique à la crise[21]. Le 17 décembre 2019, lors des questions au gouvernement, le député progressiste Sébastien Nadot interpelle Jean-Yves Le Drian au sujet de la situation humanitaire au Cameroun. « Je veux savoir ce que fait la France pour que la situation humanitaire déplorable et la guerre qui se déroulent en zone anglophone au Cameroun ne se transforment pas en véritable génocide d’ici quelques mois ». Le ministre des Affaires étrangères répond en déclarant : « Le président du Cameroun s’est engagé sur la voie de la décentralisation, parce qu’il s’est engagé sur le fait que ces deux régions bénéficieront d’un statut spécial au terme du processus législatif. Et parce qu’il y a eu, à l’initiative des autorités, un grand dialogue national qui s’est tenu à Yaoundé à la fin du mois de septembre. Donc nous devons garder une grande vigilance, parce que la situation est difficile, mais nous sommes plutôt, en ce moment, sur une dynamique positive ». Face au ministre, le député Sébastien Nadot tient à rappeler l'absence de la France lors d'une réunion du Conseil de sécurité des Nations unies, portant notamment sur la question de « l'escalade des violences au Cameroun ». Une absence considérée comme une « faute grave » par le député[22]. Interpellé le 22 février 2020 par un activiste camerounais de la Brigade anti-sardinards (BAS) au Salon de l'agriculture, le président de la République Emmanuel Macron déclare : « je vais appeler la semaine prochaine le président du [Cameroun] Paul Biya et on mettra le maximum de pression pour que la situation cesse. Il y a des violations des droits de l'homme au Cameroun qui sont intolérables, je fais le maximum »[23]. Le 26 juillet 2022, en visite au Cameroun, il déclare à Yaoundé : « je demeure convaincu que la régionalisation demeure la réponse à la crise qui affecte le Cameroun dans les régions du Nord-ouest et du Sud-ouest et que c’est par ce processus politique de dialogue, de réforme, qu’une solution durable pourra être trouvée »[24].
- Russie : En décembre 2018, lorsque le Cameroun est évoqué lors de la présentation du rapport du secrétaire général sur l'Afrique centrale, la diplomatie russe déclare : « Il est important de ne pas dépasser la frontière entre prévention et intervention dans les affaires intérieures des Etats. Tout porte à croire qu’un certain nombre de nos collègues sont très proches de cela. Pour le moment, nous avons toutes les raisons de croire que le Cameroun est capable de résoudre ce problème épineux tout seul. Nous sommes disposés à aider, mais seulement si nos partenaires au Cameroun le jugent nécessaire »[25]. Le 9 décembre 2020, lors du Conseil de sécurité de l'ONU, la Russie assure que « le problème anglophone trouve ses racines dans la période coloniale ». Selon le pays, le règlement « des problèmes accumulés passe par la table des négociations ». La Russie met également en garde contre une ingérence au Cameroun[26].
- Suisse : Le 27 juin 2019, le Département fédéral des affaires étrangères (DFAE) indique dans un communiqué que « la Suisse a été mandatée par une majorité des parties pour faciliter un processus de négociation inclusif ». « Le DFAE s'emploie à trouver une solution pacifique et durable à la crise dans le nord-ouest et le sud-ouest du Cameroun, en collaboration avec le Centre pour le dialogue humanitaire »[27].
- Royaume-Uni : Les 13 et 14 février 2018, la ministre d'État chargée de l'Afrique et du développement international, Harriett Baldwin, se rend dans la région anglophone pour discuter du conflit. Elle encourage la retenue et la désescalade des tensions, en déclarant : « En tant qu'ami de longue date et partenaire du Commonwealth, le Royaume-Uni souhaite que des mesures urgentes soient prises par toutes les parties pour désamorcer les tensions actuelles. L'annonce par le président Biya, dans son discours du Nouvel An, de mesures visant à rétablir la confiance, à reprendre le dialogue et à permettre la décentralisation est un début bienvenu - mais ce n'est qu'un début. Les Camerounais doivent se rassembler pour parler et trouver une solution pacifique »[28]. Le 19 avril 2018, le secrétaire d‘État des Affaires étrangères et du Commonwealth Boris Johnson déclare sur son compte Twitter : « Il y a nécessité urgente de poursuivre le dialogue, la décentralisation et le respect des droits humains dans les régions anglophones comme l’a déjà commencé à faire le président Paul Biya. Le Royaume-Uni soutiendra la paix, la prospérité et la sécurité pour nos amis au Cameroun »[29]. En mai 2018, interrogée par la députée Jessica Morden, la ministre d'État chargée de l'Afrique et du Développement international Harriett Baldwin déclare : « je suis ravie, Monsieur le Président, qu'elle ait réussi à faire inscrire cette question importante au Feuilleton et à en débattre ici, à la Chambre des communes, car la situation est grave, la violence sévit de toutes parts au Cameroun, et nous sommes extrêmement préoccupés par la situation. Nous encourageons le gouvernement, mais aussi tous les Camerounais, à participer au processus de dialogue inclusif. C'est une année électorale et cela doit se faire sans recourir à la violence. »[30].
- Vatican : Le 28 janvier 2021, le cardinal Pietro Parolin, secrétaire d'État du Saint-Siège, entame une visite de cinq jours au Cameroun, où il se rend à Bamenda pour appeler à un « véritable dialogue » entre le pouvoir central et les séparatistes[31].

#### Amérique
- Canada : Le 20 janvier 2023, la ministre des Affaires étrangères Mélanie Joly annonce qu'un processus de paix est enclenché pour le Cameroun, pour tenter de résoudre le conflit[32].
- États-Unis : Le 4 octobre 2017, le département d'État qualifie l'usage de la force contre les manifestants anglophones comme étant « inacceptable », appelant à la retenue et au dialogue[33]. Le 6 novembre 2018, la porte-parole du département d’État Heather Nauert demande « qu’il soit immédiatement mis fin aux attaques aveugles dirigées contre les civils et aux incendies de maisons par les forces gouvernementales camerounaises, ainsi qu’aux attaques perpétrées par les séparatistes anglophones contre les forces de sécurité et les civils » et souligne que les États-Unis appelaient à une sortie de crise par le dialogue[34]. Le 29 novembre 2018, le démocrate Bob Menendez appelle à une intervention diplomatique américaine au Cameroun pour aider à résoudre la crise[35]. Le 7 décembre 2018, les sénateurs et sénatrices Chris Van Hollen, Dick Durbin, Ed Markey, Ben Cardin, Amy Klobuchar, Christopher Coons, Elizabeth Warren, Jeff Merkley, Tim Kaine et Kamala Harris signent une lettre adressé au secrétaire d'État Mike Pompeo. Cette lettre indique que : « le gouvernement américain doit faire comprendre au gouvernement du Cameroun que, tout en restant engagé dans la lutte contre Boko Haram, notre engagement en faveur des droits de l'homme et de l'État de droit est inébranlable et nous attendons de nos partenaires régionaux qu'ils partagent cet engagement. Nous devons également souligner l'importance cruciale d'une solution politique à la crise dans les régions anglophones »[36]. Le 19 décembre 2018, le démocrate Ben Cardin propose au Sénat une résolution sur le conflit. Le texte dénonce une « restriction répétée de la liberté d’expression » et des cas de « harcèlement et détention de journalistes », il ajoute : « Les Camerounais anglophones ont depuis longtemps été marginalisés par les actions officielles et politiques du gouvernement camerounais. (…) Les manifestations organisées par des avocats, des enseignants et des étudiants ont été violemment réprimées par le gouvernement du Cameroun, entraînant de nombreux décès et emprisonnements ». Le sénateur démocrate soutenu par ses collègues Todd Young, Chris Van Hollen, Christopher Coons, Ed Markey, Cory Booker et Amy Klobuchar dénonce les assassinats et les enlèvements perpétrés par les séparatistes dans le même projet de résolution. Le démocrate invite ainsi le Sénat à « exhorter toutes les parties au conflit au Cameroun à accepter un cessez-le-feu immédiat et à engager un dialogue inclusif avec la société civile ». Enfin, il « invite le gouvernement camerounais à « inculper ou libérer rapidement toutes les personnes détenues dans le contexte de la crise anglophone, y compris tous les militants anglophones arrêtés au Nigeria »[37]. Le 6 février 2019, les États-Unis, tout en se félicitant de la coopération contre le terrorisme, coupent l'assistance militaire au Cameroun en mettant fin à un programme d'armement et de formation militaire de 17 millions d’euros environ, invoquant de graves violations des droits humains. D'autres programmes se poursuivent mais pourraient éventuellement être rompus « si la situation l'exige ». Les États-Unis demandent au gouvernement camerounais « de faire preuve de plus de transparence dans les enquêtes sur les allégations crédibles de violations flagrantes des droits de l’homme par les forces de sécurité »[38]. En juillet 2019, à la suite d'une mission d'enquête de certains de ses membres dans le pays, la Chambre des représentants appelle à la réintroduction d'un système fédéral au Cameroun[39],[40]. En novembre 2019, le président Donald Trump retire le Cameroun de la liste des pays bénéficiant de l'African Growth and Opportunity Act (AGOA), dénonçant « des violations grossières et répétées des droits humains internationalement reconnus »[41]. Le 1er janvier 2021, le Congrès des États-Unis adopte une résolution bipartisane invitant le gouvernement du Cameroun et les séparatistes à mettre fin à la violence, à respecter les droits de l'homme et à poursuivre un dialogue véritablement inclusif pour mettre fin au conflit, parmi d'autres déclarations[42]. Le 19 janvier 2021, lors d'une audience de confirmation, le secrétaire d'État Antony Blinken se dit préoccupé par « la violence dirigée contre la population anglophone » au Cameroun[43]. Le 7 juin 2021, il annonce l'imposition de restrictions de visa aux personnes soupçonnées de saper les efforts déployés pour mettre fin à la crise. Il ajoute également que les États-Unis étaient profondément préoccupés par l'insécurité persistante et appelle les deux parties à négocier pour la paix[44]. Le 15 avril 2022, l'administration Biden annonce qu'elle offrirait un statut de protection temporaire (en) aux ressortissants camerounais, ayant fui le conflit[45]. Le 11 avril 2025, une porte-parole du ministère américain de la Sécurité intérieure déclare que l'administration Trump a mis fin à ce statut, affectant ainsi 7 900 Camerounais. La secrétaire à la sécurité intérieure Kristi Noem estime que les conditions au Cameroun ne justifiaient plus l'attribution de ce statut[46].

## Réactions de personnalités publiques
Le 17 avril 2019, la travailleuse sociale libérienne Leymah Gbowee « reconnait, qu’il est difficile de savoir s’il s’agit d’un conflit précis ou d’une guerre. Elle a une certitude: La situation humanitaire en subit les affres au fil des jours. Et en particulier les femmes et les enfants. C’est pourquoi, Leymah Gbowee  milite pour la prise en compte de ces catégories », note Cameroon Tribune. Préoccupée par le sort de ces catégories, Leymah Gbowee rappelle que « l’avenir des enfants est sérieusement compromis avec l’accès à l’école difficile pour certains. Les femmes pour beaucoup, vivent dans des conditions particulièrement difficiles ». Selon Cameroon Tribune, le prix Nobel de la paix, qui s'est abstenu de prendre position, « a exprimé le souhait de voir le dialogue entre le gouvernement et la société civile s'intensifier, afin de préserver les principes humanitaires dans ces régions ». Le 17 juin 2019, l'actrice nigériane Stella Damasus-Aboderin, déclare sur son compte Twitter : « C’est un génocide et nous agissons comme si de rien n’était. Nous devons parler de la situation au Cameroun. Le pays a besoin d’aide ».
Le 28 octobre 2020, le footballeur français Kylian Mbappé publie sur son compte Twitter un message reprenant le drapeau camerounais, accompagné d'un cœur blanc, d'un pigeon et du #EndAnglophoneCrisis. Le 30 octobre 2020, la chanteuse américaine Beyoncé mentionne sur son site Internet le conflit parmi les problèmes critiques que connaît l'Afrique.
Le 15 mars 2022, le chanteur français Tayc déclare à la BBC : « Beaucoup de choses tristes se produisent en Afrique et dans le monde entier, mais surtout dans mon pays. Ma maman est anglophone, donc chaque jour chez moi, je vois ma maman pleurer et parler à ses sœurs du problème. C'est triste. Afro love n'est pas seulement un genre de musique, c'est un mouvement ».